# Farhan Farhan
Farhan Saleh Faraj Sultan Farhan (arab. ‏فرحان صالح فرج سلطان فرحان‎; ur. 26 października 1996 w Ar-Rifie) – bahrajański pływak specjalizujący się w stylu dowolnym. Uczestniczył w Letnich Igrzyskach Olimpijskich 2016 w konkurencji 50 metrów stylem dowolnym zajmując 58. miejsce. Farhan był również chorążym reprezentacji Bahrajnu na tych Igrzyskach.